# Муляри (Вілейський район)
Муляри (біл. вёска Муляры) — село в складі Вілейського району Мінської області, Білорусь. Село підпорядковане Іжовській сільській раді, розташоване в північній частині області.